# Автошлях О 020403
Автошля́х О 020401 — автомобільний шлях довжиною 23.5 км, обласна дорога місцевого значення в Вінницькій області. Пролягає по Гайсинському району від села Мар'янівка до селища Губник.